# Адольф Шельонжек
Слуга Божий Адо́льф Пйотр Шельо́нжек (пол. Adolf Piotr Szelążek; 1 серпня 1865, Сточек-Луковський — 9 лютого 1950, Замек-Бежґловський) — польський римо-католицький релігійний діяч та педагог. Луцький римо-католицький єпископ у 1925—1950 рр.

## Народився
Народився 30 липня (1 серпня) 1865 р. у Сточку Луковському у Плоцькій дієцезії (нині Луківського повіту Люблінського воєводства).
Навчався в Желехові й Седльцях, потім у духовній семінарії в Плоцьку (1885—1889 рр.). Священницький сан прийняв 26 травня 1888 р. Після року пастирської праці в Плоцьку продовжив навчання в Духовній академії в Санкт-Петербурзі (1889—1895 рр.).
Після повернення до Плоцька працював у місцевій дієцезіальній курії, в якій спочатку був нотаріусом, а потім канцлером. Працював також у єпископському суді та викладав у семінарії, в якій сам раніше навчався. У 1904 р. став плоцьким каноніком, у 1909 р. — ректором місцевої семінарії. 29 липня 1918 р. преконізований титулярним єпископом Барка і плоцьким суфраганом. Хіротонію прийняв 24 листопада 1918 р. у Плоцьку з рук місцевого ординарія Антонія Юліана Нововейського (пол. Antoni Julian Nowowiejski). 14 грудня 1925 р. був перенесений на Луцьке єпископство, правити дієцезією почав 24 лютого 1926 р.
У 1927 р. провів дієцезіальний синод. 14 грудня 1927 р. отримав від папи Пія XI декрет про встановлення святої Терези від Дитяти Ісуса покровителькою єпископства. У 1936 р. заснував нове чернече згромадження, покровителькою якого була ця ж свята. Реорганізував єпископську курію, у 1928 р. відкрив дієцезіальну друкарню. 3/4 січня 1945 р. арештований комуністичним режимом СРСР за відмову покинути Луцьк, ув'язнений у Києві. Звільнений 15 травня 1946 р. і примусово депортований до Польщі. Спочатку перебував у Кельцях, потім переїхав до Замека-Бежґловського поблизу Торуні. Там помер 9 лютого 1950 року і похований у торунському костелі святого Якова. Консультор Ватиканської Конгрегації у справах Східних Церков.

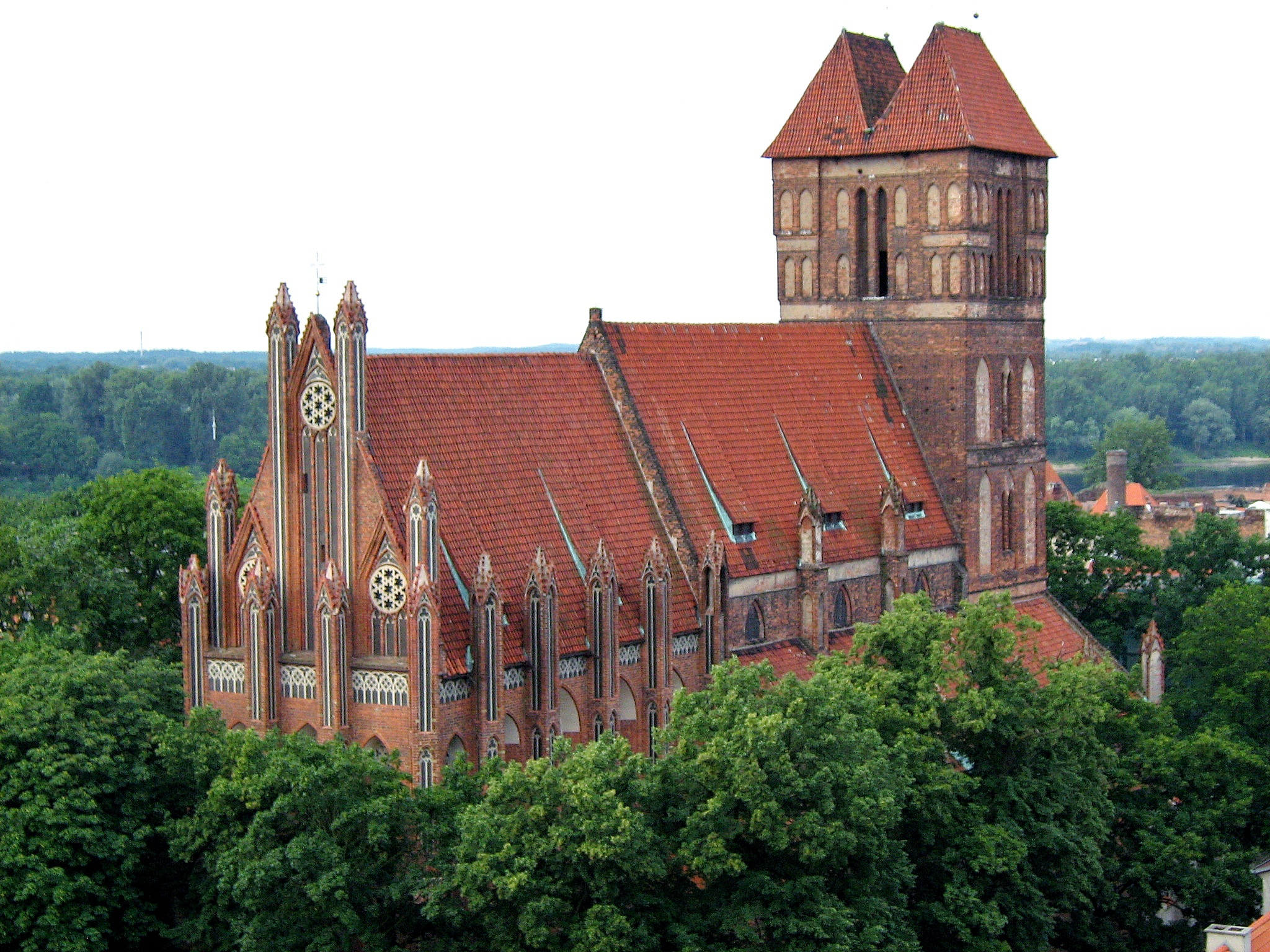
костел святого Якова (Торунь)

Автор численних богословських праць. Видав кілька пастирських листів (зокрема, перед виборами до Сейму та Сенату Речі Посполитої 1928 року, після ураганів і бур з градобоєм на Волині в липні 1931).

## Вшанування
27 листопада 2015 року відбулась наукова конференція на тему: «Sługa Boży Biskup Adolf Piotr Szelążek. Życie, działalność i duchowość».